# Liste des caractères fréquemment utilisés dans le chinois moderne
La liste des caractères fréquemment utilisés dans le chinois moderne (现代汉语常用字表 en chinois simplifié, 現代漢語常用字表 en chinois traditionnel) est une liste de 3500 caractères chinois simplifiés publiée le 26 janvier 1988 par le Ministère de l’Éducation de la république populaire de Chine, comptant 2500 caractères enseignés au niveau primaire et 1000 caractères enseignés au niveau secondaire. Ses deux sous-listes sont organisées par nombre de traits.
Elle est reproduite dans la liste des caractères ordinairement utilisés dans le chinois moderne comptant 7000 caractères publiée le 25 mars 1988.
Ces deux listes ont été remplacées par la liste générale normalisée des caractères chinois publiée en 2013.